# Донских, Александр Петрович
Александр Петрович Донских фон Романов (31 октября 1956, Соликамск) — советский и российский музыкант (вокал, клавишные инструменты), преподаватель, писатель, автор и ведущий радио-передач, экс-участник советских рок-групп «Зоопарк» и «Земляне».

## Образование
Окончил музыкальную школу по классу фортепиано, окончил музыкальное училище (историко-теоретическое отделение);
Семинар молодых композиторов при Союзе Композиторов СССР (класс профессора И. Г. Адмони);
Институт культуры им. Крупской (хормейстер).

## Музыкант
Член Ленинградского рок-клуба со дня его основания (1981) в составе группы «Зоопарк» (клавиши, бэк-вокал, аранжировка), участник I, II и IV Рок-фестивалей ЛРК, лауреат IV рок-фестиваля;
- 1982 — солист группы «АРС» (ЛДМ);
- 1983 — выступает на I фестивале Ленинградского рок-клуба как пианист «Зоопарка». Во время выступления исполняет песню «Хиросима»
- 1984 — солист группы «Земляне», в составе группы принимал участие в культурной программе Международного фестиваля молодёжи и студентов (1985, Москва) и праздновании 40-летия победы над Германией (1985, Москва), гастроли по СССР; II фестиваль Ленинградского рок-клуба («Зоопарк»).
- 1986 — IV фестиваль Ленинградского рок-клуба («Зоопарк» с вокальным трио, звание лауреата). Съёмки клипов «Зоопарка» на 5 канале Ленинградского телевидения («Буги-вуги — каждый день» реж. Наталья Серова), сольные записи на радио и съёмки на 5 канале ТВ (Борис Синкин «Лыжню!» «Невесомость»);
- 1987 — солист отдела варьете и отдела музыкальных ансамблей Ленконцерта, сольные концерты (ЛДМ), участие в джазовых концертах пианиста А. Г. Гаврилова, запись музыки и съёмки в худ. фильме «Ленинград-ноябрь» (СССР-ФРГ);
- 1990 — директор русской секции Международного фестиваля «Der Kraft Die Visionen» (Берлин, ФРГ);
- 1991 — участник и координатор русской секции Международного фестиваля «Christopher Street Day» (Берлин, ФРГ);
- 1992 — автор и ведущий ежемесячной музыкальной программы «Music Circus» в клубе Turbine (Берлин,ФРГ);
- 1992 — директор Санкт-Петербургского института музыки (Общество «А-Я»);
- 1993 — почётный гость музыкального фестиваля «Шлягер-93» (реж. В. Шерстобитов), организатор открытой сессии звукозаписи совместно с фирмой «Мелодия» (церковь Св. Екатерины на В. О.);
- 1994 — композитор, автор музыки для коллекции «Мания Величия-2» модельера Вл. Бухинника на Международном фестивале «Неукрощённая мода» (Рига, Латвия), почётный гость и ведущий «Клуба звёзд» музыкального фестиваля «Шлягер-94»;
- 1995 — организатор и ведущий Юбилейного концерта на ул. Рубинштейна, 13, посвящённого 40-летию со дня рождения М. Науменко, продюсер и арт-дизайнер двойного аудио-альбома «Звуки Северной Столицы» («Moroz Records») совместно с ГФ «Свободная культура»;
- 1996 — заведующий Культурным центром при ДК милиции ГУВД им. Дзержинского;
- 1997 — организатор «Клуба любителей животных» совместно с Ленинградским зоопарком, инициатор фестиваля «Анимализм в музыке, живописи, литературе и кино», редактор литературного журнала «УХо»;
- 1998 — руководитель воссозданной группы «ЗОО-ПАРК»;
- 2003 — организатор фестиваля «300 лет Зоопарку», инициатор создания и редактор сайта www.remike.spb.ru, арт-директор клуба «АЗО» («Ангел Западного Окна»), автор цикла статей для журнала «100 дорог» (опубликованы в ЖЖ как «Переписка путешественников») о культуре различных стран;
- 2005 — участник концерта в ДК им. Горького в честь 50-летия М. Науменко (5 канал и канал 100 Петербургского телевидения)
- 2006 — организатор и ведущий фестиваля молодых групп «Зоосад» им. М. Науменко, автор экспозиции «ЗООуголок» на фестивале-выставке в ЦВЗ «Манеж» «25 лет Ленинградскому рок-клубу»;
- 2007 — арт-директор клуба «ДК Восток-3»;
- 2009—2010 — педагог дополнительного образования ГУ Дома молодёжи «Форпост» Выборгского района, организатор «Клуба Культурных Событий»
- 2011—2018 — музыкальный руководитель студии звукозаписи «ХОДУС»;
- 2017 — автор и ведущий радиопередач «Проверено временем»[1] (о русской песне XX века) и «Легенды и мифы Ленинградского рок-клуба»[2] на радио «Комсомольская правда» в Санкт-Петербурге (92 fm);

## Дискография
- 1983 — Зоопарк — «I фестиваль Ленинградского рок-клуба», AC,CD;
- 1984 — Зоопарк — «II фестиваль Ленинградского рок-клуба», АС, CD;
- Майк Науменко «Квартирники» 1980—1984 (антология «Зоопарка» отделение «Выход»);
- 1986 (выпущен в 2000) — Зоопарк «Иллюзии», AC, CD;
- 1987 (выпущен в 2000) — Зоопарк «W (Дубль Вэ)», AC, CD;
- 1991 — Зоопарк — «Музыка для Фильма» AC, LP, CD;
- 1993 — сборник «Другу, сыну, брату», LP;
- 1995 — «Звуки Северной Столицы», 2CD, 2AC;
- 1997 — Ленинградский 1-й рок-фестиваль, АС;
- 1997 — Ленинградский 4-й рок-фестиваль, АС;
- 2000 — ЗОО-ПАРК «РеМАЙК», CD, AC;
- 2000 — сборник независимых исполнителей «Охота!», CD;
- 2000 — сборник А. Петров «Киномарафон», CD, AC;
- 2000 — А. Донских фон Романов «Лейтмотив», CD;
- 2005 — «My Sweet George’ BIRTHDAY in St. Petersburg», 2CD;
- 2005 — «John Lennon’s BIRTHDAY», Live in Justclub, St. Petersburg, 2CD;
- 2012 — «Мистер Х», CD;
- 2013 — «SOUP IS FREACODELIC», CD;
- 2013 — «Сцены и арии из блюз оперы „ПРИЗРАКИ ГОРОДА N“», CD;
- 2014 — «Русские сказки про…» выпуск I и II, CD;

## Фильмография
- 1989 — «Ленинград-ноябрь», СССР-ФРГ, художественный, полнометражный, режиссёры И. Морозов и А. Шмидт, сценарий при участии Р. Литвиновой, Берлинский кинофестиваль 1991, ОРТ;
- 1992 — «Der Star in Zeine Stadt: Alexander Donskich von Romanov im St.Petersburg», ФРГ, документальный, режиссёр Уве Бельтс (Uve Belz), телевидение ФРГ — канал ZDF, Евровидение;
- 1994 — «Con Dolore», Россия, художественный, короткометражный, режиссёр Н. Якушева, 5-й канал ТВ, фестиваль «Послание к Человеку»;
- 2000 — «Митьки. Полёт Икара», Россия, телевизионный, 5 серий, режиссёр В. Тихомиров, фестиваль «Чистые Грёзы»;
- 2005 — «Ангелы Санкт-Петербурга», автор сценария и музыки, короткометражный, режиссёр Т. Гребенщикова;
- 2006 — актёр, сценарист и автор музыки к фильму «Репетиция оперы», короткометражный, режиссёр Т. Гребенщикова;
- 2010 — «Последний рок-н-ролл», документально-игровой, режиссёр В. Кокшаров.